# Rugby Club Steaua București
Il Rugby Club Steaua București è la sezione rugbistica del Clubul Sportiv al Armatei Steaua București (Club sportivo dell'Esercito), società polisportiva rumena.
Istituito nel 1948, ha partecipato da allora al campionato nazionale rumeno, che ha vinto 25 volte, e ha fornito svariati giocatori alla Nazionale della Romania, tra i più importanti dei quali figura Alex Penciu.
Disputa i suoi incontri interni allo stadio Ghencea II, nel complesso sportivo dell'omonimo quartiere di Bucarest dove sorge anche l'impianto dove gioca la più nota sezione calcistica del club.
I suoi colori sociali, come quelli di tutto il resto delle squadre della polisportiva, sono il blu e il rosso.

## Storia
La polisportiva Steaua, nata per iniziativa del Ministero della Difesa rumeno, nacque nel 1947 come gruppo sportivo dell'Esercito.
Nel 1948, per iniziativa di alcuni atleti come Nicolae Ghiondea, Mărgărit Blăgescu e Petre Cosmănescu, nacque la sezione rugbistica della polisportiva, guidata in campo da Gheorge Sfetescu, che fu il primo tecnico della squadra.
Già al termine del primo campionato nazionale di rugby cui lo Steaua si iscrisse la squadra si laureò campione di Romania e, un anno più tardi, si aggiudicò anche la Coppa nazionale; nel 1953 giunse la prima accoppiata campionato-Coppa.
Negli anni sessanta e settanta lo Steaua fornì molti elementi alla Nazionale romena che vinse diverse edizioni di Coppa Europa.
A partire dagli anni settanta la squadra si è sempre mantenuta ai vertici della classifica, conquistando 15 titoli fino a fine secolo e, successivamente, altri quattro fino al 2006, l'anno della sua più recente affermazione, per un totale di 25 campionati rumeni; anche dopo l'avvento del professionismo lo Steaua ha fornito giocatori di rilievo alla Nazionale affermatasi in quattro edizioni del rinnovato campionato europeo e qualificatasi in diverse edizioni della Coppa del Mondo.

## Stadio
L'impianto di gioco dello Steaua Rugby è il Ghencea II, ubicato all'interno del complesso sportivo omonimo, in cui si trova anche lo Stadio Ghencea, utilizzato dalla squadra di calcio della polisportiva.
Il Ghencea II è capace di circa 3.000 posti e ha una tribuna coperta, nonché un annesso pub per i terzi tempi.
Tale stadio è anche utilizzato per incontri internazionali, avendo spesso ospitato la Nazionale romena.

## Palmarès
- Campionati rumeni: 24
1948-49, 1952-53, 1953-54, 1960-61, 1962-63, 1963-64, 1970-71, 1972-73, 1973-74, 1976-77
1978-79, 1979-80, 1980-81, 1982-83, 1983-84, 1984-85, 1986-87, 1987-88, 1988-89, 1991-92
1998-99, 2002-03, 2004-05, 2005-06
- Coppa di Romania di rugby a 15: 10
1949-50, 1951-52, 1952-53, 1954-55, 1955-56, 1957-58, 2004-05, 2005-06, 2006-07, 2008-09

## Giocatori di rilievo
- Cristian Stoica
- Alexandru Penciu
- Dănuţ Dumbravă
- Silviu Florea
- Ion Paulică
- Valentin Ursache
- Gabriel Brezoianu